# Blumea (geslacht)
Blumea is een geslacht uit de composietenfamilie (Asteraceae). Augustin Pyramus de Candolle vernoemde het geslacht naar Carl Ludwig Blume.
Het zijn kruidachtige planten en struiken. Het geslacht bestaat uit circa vijftig soorten die voorkomen in Afrika, tropisch Azië, Australië en op eilanden in de Grote Oceaan. In China komen dertig soorten voor. Vijf hiervan zijn endemisch in China. 